# Cabra
Cabra – gmina w Hiszpanii, w prowincji Kordoba, w Andaluzji, o powierzchni 229,09 km². W 2011 roku gmina liczyła 21 136 mieszkańców.
Gospodarka gminy opiera się na rolnictwie, turystyce, usługach i przemyśle rolno-spożywczym. Znajduje się w geograficznym centrum Andaluzji.
8 listopada 1938 roku, podczas hiszpańskiej wojny domowej, miasto zostało zbombardowane przez trzy bombowce sił republikańskich. W wyniku nalotu zginęło i zostało rannych ponad 300 osób.